# Коневский Рождество-Богородичный монастырь
Коне́вский Рождество́-Богоро́дичный монасты́рь (фин. Konevitsan Jumalansynnyttäjän syntymän luostari) — мужской монастырь Выборгской епархии Русской православной церкви на острове Коневец в западной части Ладожского озера в Ленинградской области. Основан в 1393 году преподобным Арсением Коневским. Часто рассматривается как двойник Валаамского монастыря, также расположенного на острове в Ладожском озере. 
С XVI по XX века Коневский монастырь являлся местом ссылки и заточения принудительно постриженных в монахи опальных мирян и духовных лиц, неугодных царскому режиму (после этого какое-то время он использовался финскими властями для содержания неугодных иерархов РПЦ МП).

## История монастыря

### Средние века
Остров Коневец имеет размеры 5 x 2 км, расположен примерно в 5 км от материка и отделён от него Коневецким проливом. В средние века на острове находилось языческое святилище финских племён, которые особенно почитали огромный валун массой более 750 тонн, по форме напоминающий лошадиный череп. Этот валун, известный как Конь-камень, и дал название острову.
Монастырь был основан в 1393 году преподобным Арсением Коневским, монахом Новгородской республики, который хотел обратить карелов-язычников в христианство. Местоположение монастыря изменяли один раз, чтобы избежать наводнения. Собор Рождества Богородицы был заложен святым Арсением в 1421 году, он был главной церковью монастыря с основной святыней — чудотворной Коневской иконой Божией Матери, привезённой святым Арсением с Афона и представляющей Христа на руках у матери играющим с птенцом голубя, что символизирует духовную чистоту.
Монастырь на острове Коневец был, как и Валаамский, известен своей миссионерской деятельностью. Шведы захватили остров во время Русско-шведской войны 1614—1617, заставив монахов выехать в Новгород, где их разместили в Деревяницком монастыре. После возвращения Россией себе Западного Приладожья в ходе Великой Северной войны настоятель Деревяницкого монастыря в 1718 году получил у Петра I разрешение восстановить обитель на Коневце. Возрождённый монастырь зависел от Новгородского Деревяницкого до 1760 года, когда он официально был признан в качестве самостоятельного монастыря.
В 1812 году, после Финской войны монастырь административно стал частью вновь сформированного Великого княжества Финляндского, наряду с остальной частью «Старой Финляндии».

### XIX век

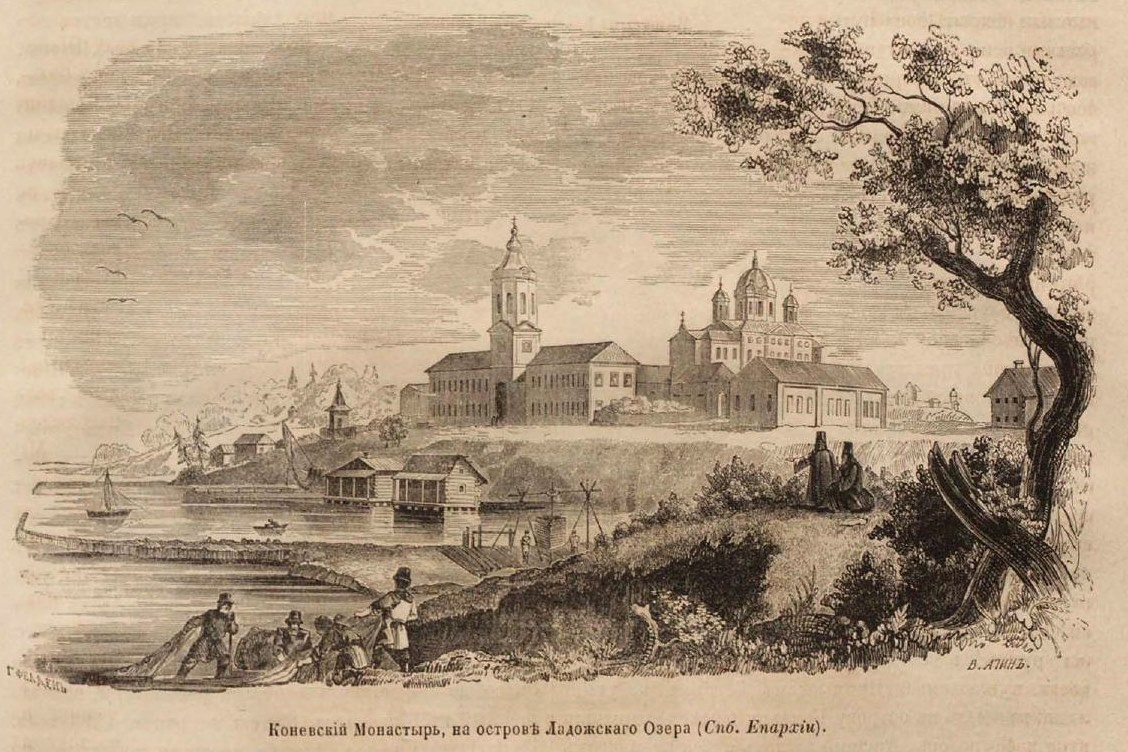
Коневский монастырь к 1870-м годам

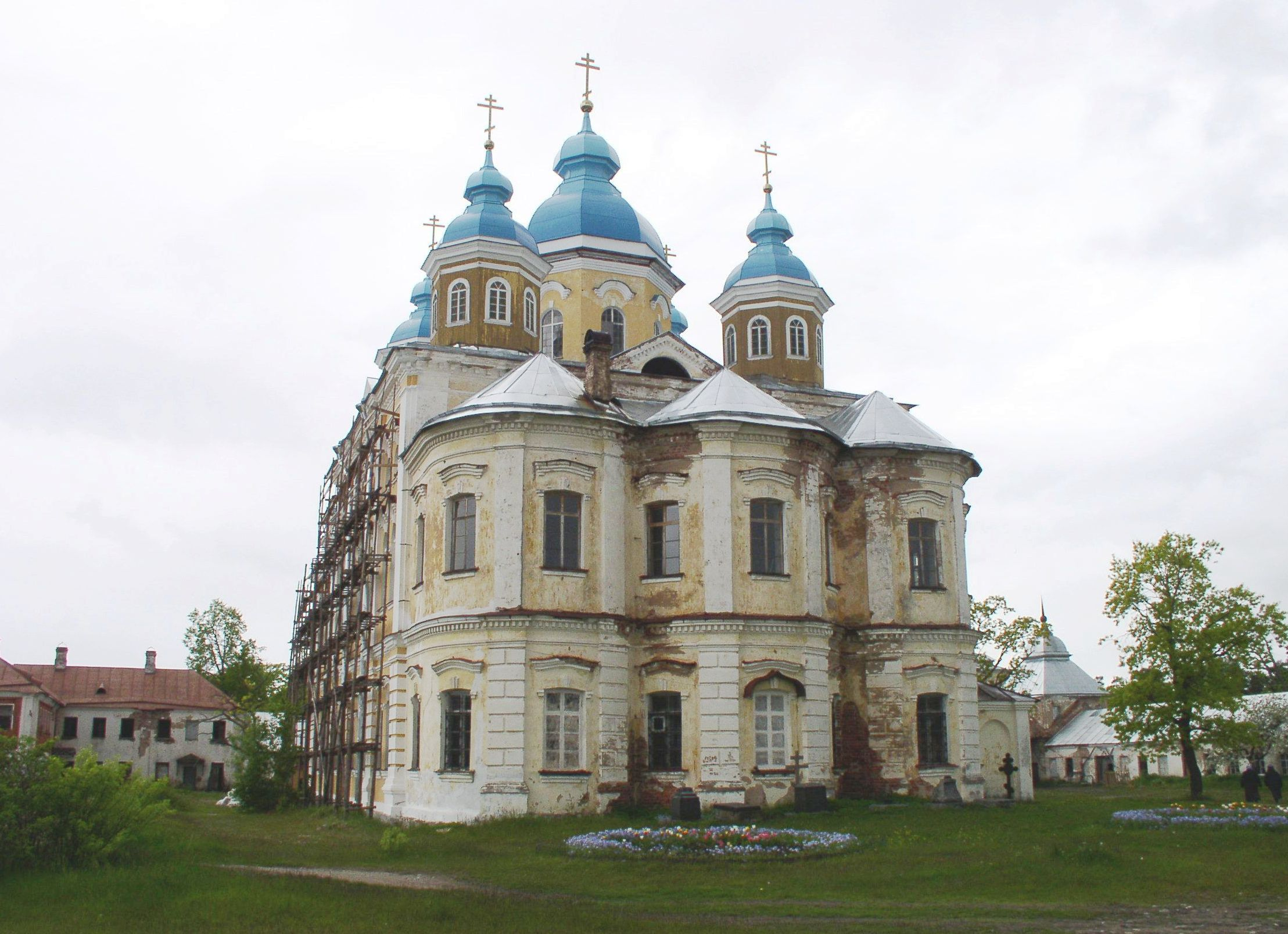
Собор Рождества Богородицы

Золотое время монастыря пришлось на XIX век, когда его слава распространилась на имперскую столицу. В 1843 и 1849 годах Ф. А. Верховцевым, при содействии настоятеля игумена Амфилохия, будущего святителя Игнатия (Брянчанинова), были выполнены новая рака над местом захоронения преподобного Арсения, которая находилась в соборе Рождества Пресвятой Богородицы и Сретения Господня, а также два потира и два дискоса с принадлежностями, для храма Арсения Коневского. 28 июня 1858 года остров посетил император Александр II с семейством, а также видные гости из Санкт-Петербурга, в том числе Александр Дюма и Фёдор Тютчев. Николай Лесков в сочинениях 1873 года описывал свои впечатления от посещения монастыря.
Став известной, монашеская община смогла приступить к обширным строительным проектам, начиная со строительства нового собора с колокольней в 1800—1809 годах. Это огромное двухэтажное восьмиколонное здание было спроектировано местными старцами. Оно увенчано пятью восьмиугольными барабанами, поддерживающими пять синих куполов. Тот же стиль был применён для трёхъярусной колокольни (1810—1812), достигающей высоты 35 м. На месте древнего монастыря были созданы два скита — Коневский и Казанский.

### XX век

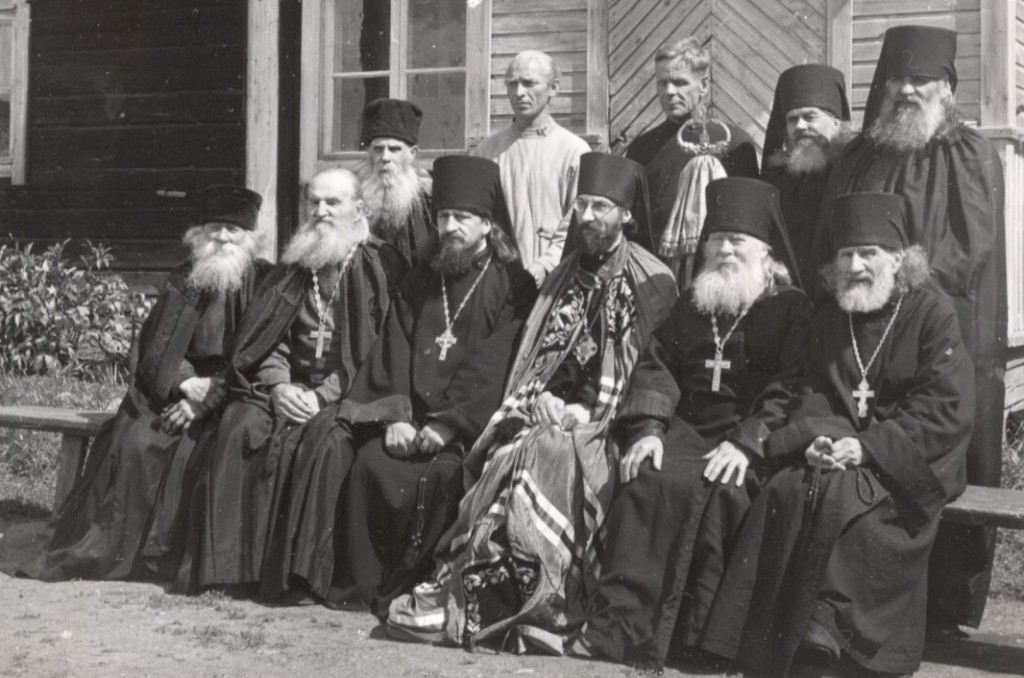
Епископ Михаил (Чуб) с настоятелем Петром (Йоухки) и братией Коневского монастыря в Кейтеле в 1954 году

После революции 1917 года монастырь оказался на территории независимой Финляндии и попал под юрисдикцию автономной Финской православной церкви (в соответствии с решением Константинопольского патриархата). Остров был укреплён финскими военными, гостиницы заняли военнослужащие.

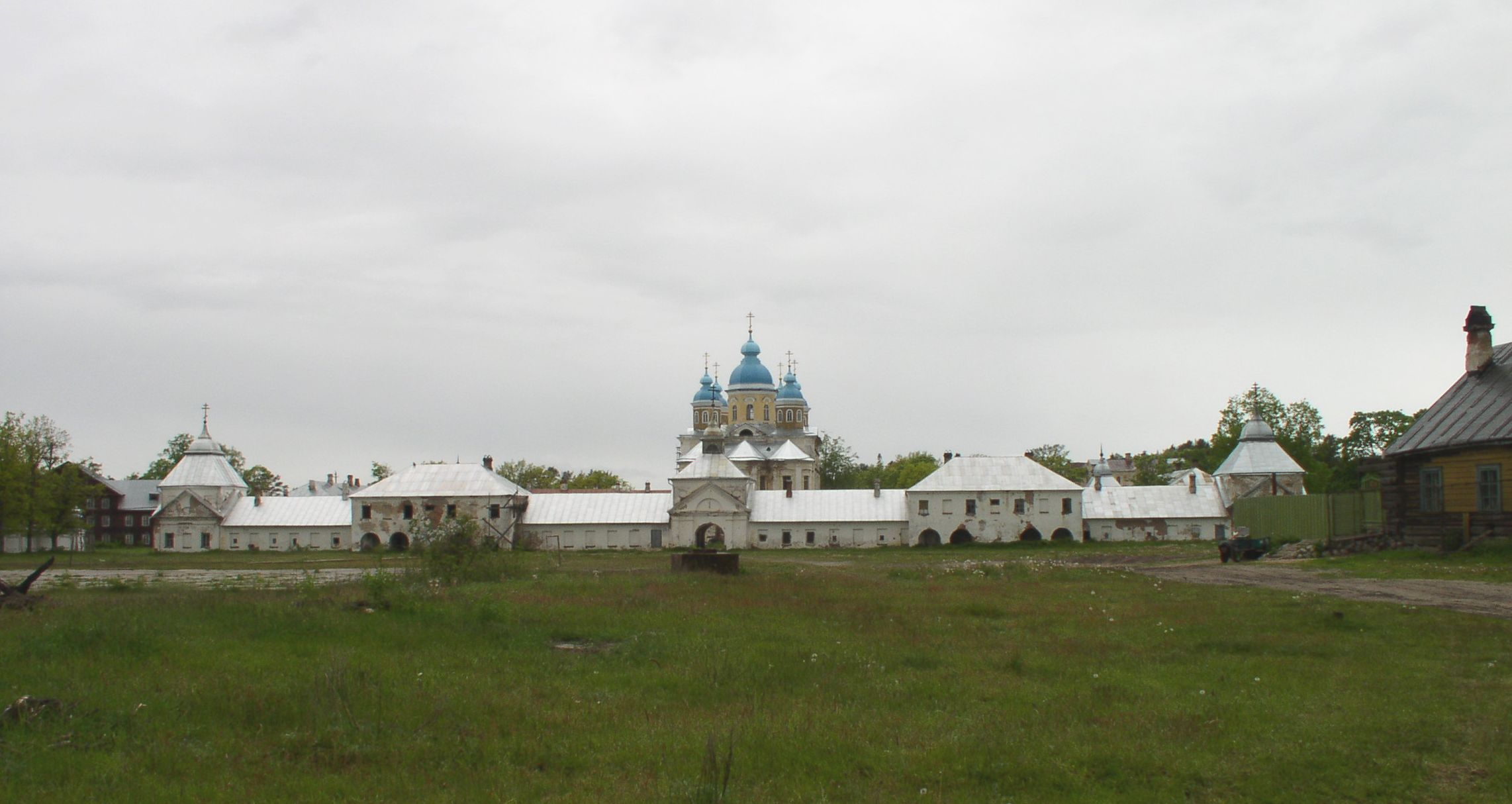
Вид на монастырь с востока

Во время Советско-финской войны и Великой Отечественной войны здания монастыря оказались повреждены. 13 марта 1940 года монахи эвакуировались в Финляндию, забрав с собой Коневскую икону Божией Матери, но оставив иконостас, церковные колокола (кроме колоколов Казанского скита) и библиотеку. Личные вещи святого Арсения (ковш из капа и наперсный крест) ныне находятся в музее Православной церкви в Куопио (Финляндия). Коневская псалтырь, датируемая XIV веком, по непроверенным данным, была отправлена в Российскую национальную библиотеку. Монахи вернулись на короткий период во время войны 1941—1944 годов, но затем снова ушли вместе с финской армией в августе 1944 года. В 1956 году они присоединились к монахам, бежавшим из Валаамского монастыря и основавшим Ново-Валаамский монастырь в Финляндии.
В советский период монастырь занимали советские военные.
В 1990 году он стал одним из первых монастырей в регионе, которые было решено вернуть Русской православной церкви. В нём начались богослужения. Всех, кто стал приезжать и селиться в нём, называли «мусорщиками», а затем «строителями»: так велико было количество убранного с тех пор мусора.
В ноябре 1991 года были обретены мощи преподобного Арсения Коневского, скрытые от шведов в 1573 году. Ныне монастырь посещает большое количество паломников и туристов, продолжаются восстановительные работы, открыты два подворья — в Петербурге и Приозерске.

### XXI век

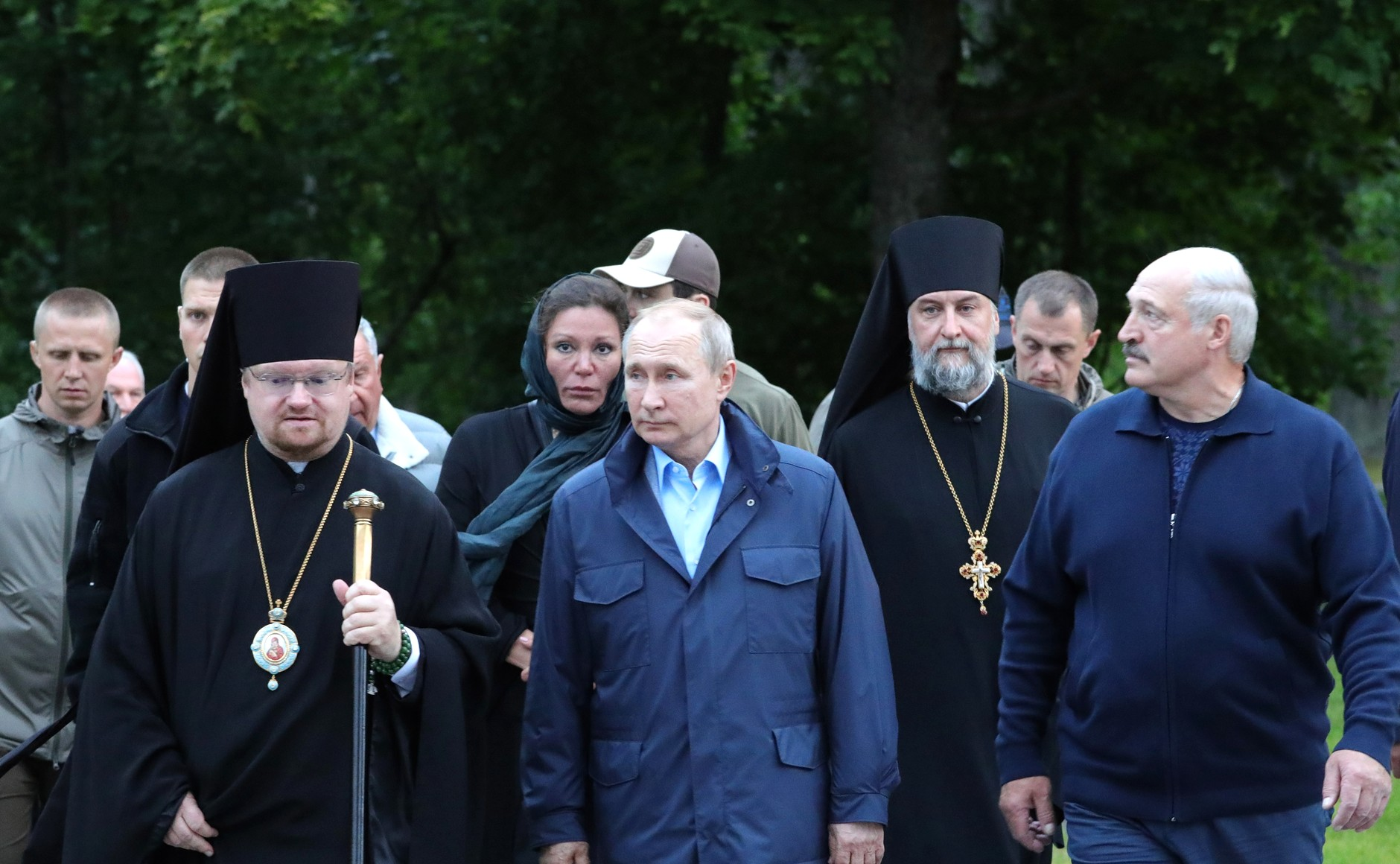
Президенты России Владимир Путин и Белоруссии Александр Лукашенко во время посещения монастыря, 17 июля 2019 года

16 августа 2016 года было подписано соглашение о сотрудничестве в деле возрождения и реставрации Коневского Рождество-Богородичного монастыря — при подготовке к празднованию в 2018 году 625-летия его основания — между нефтегазовой компанией «Роснефть», правительством Ленинградской области и Выборгской епархией.
4 февраля 2017 года в городе Хельсинки (Финляндия) при участии всех настоятелей монастыря, участвовавших в его возрождении с 1990 года, состоялись торжества, посвящённые 25-летию общества «Коневец».
Президент Владимир Путин неоднократно посещал монастырь, в том числе для контроля за реставрационными работами, начиная с 2016 года. В июле 2019 года он приехал вместе с президентом Белоруссии Александром Лукашенко.
23 июля 2019 года был освящён нижний Сретенский храм в Рождество-Богородичном соборе обители. Чин освящения совершил епископ Выборгский и Приозерский Игнатий (Пунин).
29 мая 2020 года епископ Игнатий совершил чин великого освящения Арсениевского храма обители и Божественную литургию в новоосвящённом храме. Реставрационные работы в храме преподобного Арсения были завершены в феврале 2020 года. Храм полностью восстановлен. В нём находится резной иконостас работы греческих мастеров, созданы фресковые росписи.

## Скиты Коневского монастыря
К началу XX века на месте первоначального основания Коневского монастыря преподобным Арсением существовал Коневский скит, к которому был приписан храм в честь Коневской иконы Божией Матери. В 1796 году при настоятеле Адриане на Святой горе к востоку от монастыря был основан Святогорский Казанский скит, в котором находился каменный храм в честь Казанской иконы Божией Матери. Именно на Святой горе начал своё подвижничество на Коневце преподобный Арсений.
Крестный ход из монастыря к храму Коневской иконы Божией Матери совершался ежегодно 10 июля.

## Конь-камень
На острове Коневец сохранился гранитный валун, известный под названием Конь-камень (фин. Hevoskivi). Он представляет собой одно из святилищ дохристианских верований финно-угров. По преданию, осенью коренные жители окрестностей Ладоги, угоняя с островных пастбищ пригнанный туда на летнее время скот, оставляли у этого камня одного коня в жертву обитавшим на озере духам, отчего камень — а затем и остров — получили свои названия. Арсений Коневский с молитвой окропил камень святой водой, после чего жившие в нём духи улетели к Выборгскому берегу. На вершине камня устроена небольшая часовня.

## Настоятели
- Арсений Коневский (1393 − 12 июня 1447)
- Иоанн
- Авраамий
- Тарасий (1530—1554)
- Герасим (упоминается в 1551)
- Трифиллий (упоминается в 1553)
- Пимен
- Варлаам (упоминается в 1558)
- Геннадий (упоминается в 1585)
- Варлаам (XVI век)
- Леонтий (1597—1610), перешёл в Деревяницкий монастырь
- Невфалим (15 августа 1679)
- Тихон (1718—1719)
- Тихон (с 1719) назначен из Деревяницкого монастыря
- Варлаам (упоминается в 1743)
- Игнатий (1760—1762)
- Тарасий (1762—1782)[16]
- Иоанникий (1783—1785)
- Патермуфий (1785—1786)
- Иона (1785—1790)
- Адриан (1790—1797), назначен по указанию митрополита Петербургского Гавриила
- Варфоломей (22 марта 1798 — 15 ноября 1801)
- Дамаскин (Васильев) (1801—1802)
- Аркадий (1803—1810)
- Иларион (Кириллов) (1807—1823)
- Вениамин (1823—1825), переведён в Валаамский монастырь
- Никон (Кепишев) (1825—1830)
- Гедеон (…—1834)
- Георгий (упоминается в январе 1839)
- Амфилохий (1840—1858), переведён из Дымского монастыря
- Герман (Яманди) (1858—1859)
- Израиль (Андреев) (1859 — 27 января 1884)
- Пимен (Гаврилов) (1884—1895)
- Макарий (Иванов) (1895—1907)
- Никандр (Сапрыкин) (1908—1919)
- Тихон (1919—1920)

В Финской православной церкви
- Амфилохий (Кулаков) (1920—1926)
- Исаакий (Селиверстов) (1926—1927) и. о.
- Варлаам (Трофимов) (1927—1929) и. о.
- Маврикий (Сережин) (1931—1944)
- Петр (Йоухки) (1944—1954)
- Дорофей (Беляков) (1954—1957)
- Максим (Хлопотин) (1957—1964)

Возрождение
- Назарий (Лавриненко) (февраль 1991 — 19 июля 1999)
- Мстислав (Дячина) (19 июля 1999 — июль 2001)
- Исидор (Минаев) (4 июля 2001 — октябрь 2007)
- Александр (Арва) (с 1 ноября 2007, с 11 сентября 2013 — наместник)
- Игнатий (Пунин) (2013 ― 2023)
- Варнава (Баранов) (с 27 декабря 2023)